# Christkönigskathedrale (Katowice)

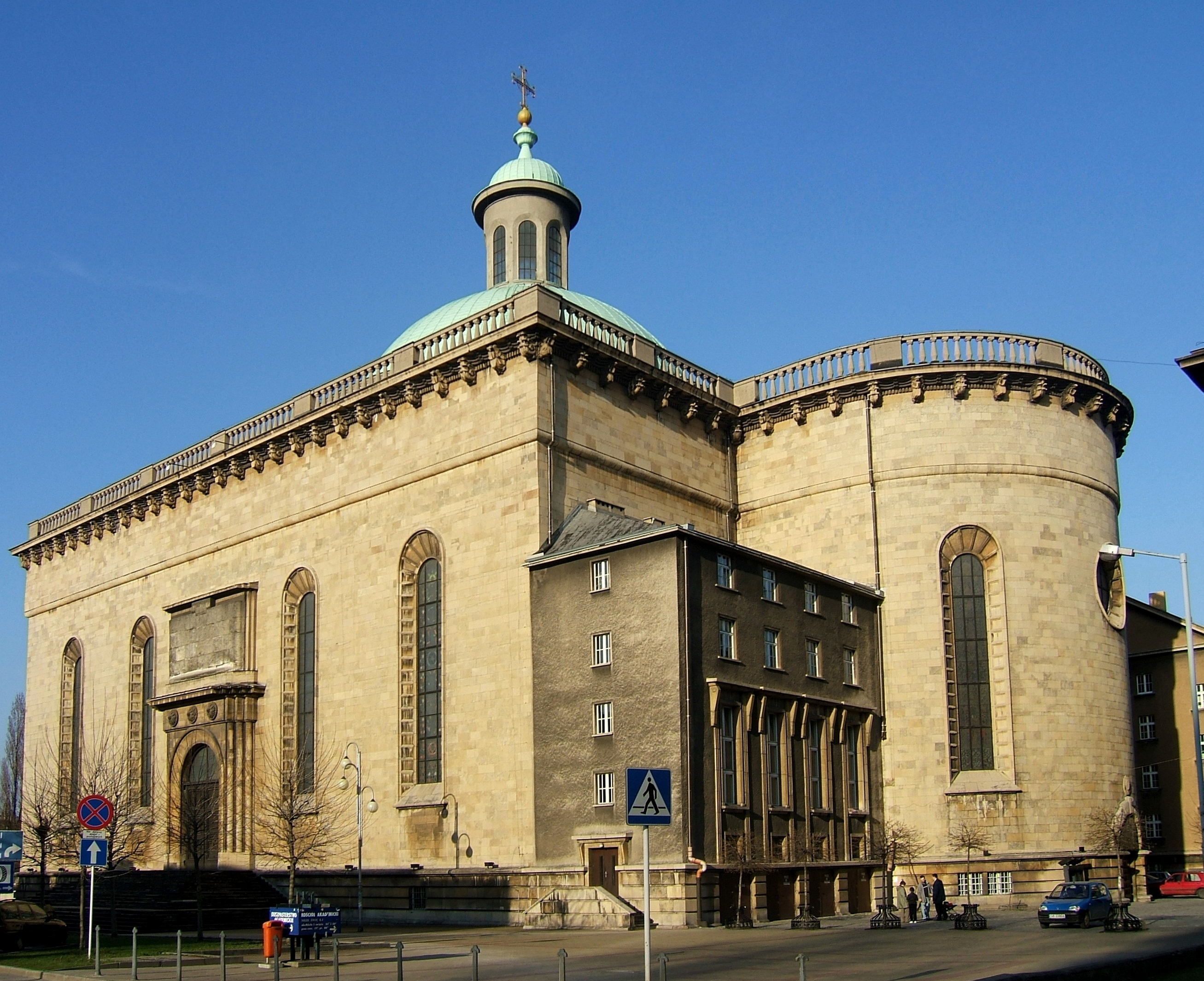
Die Westseite der Christkönigskathedrale; rechts der Chor, davor die Kurie

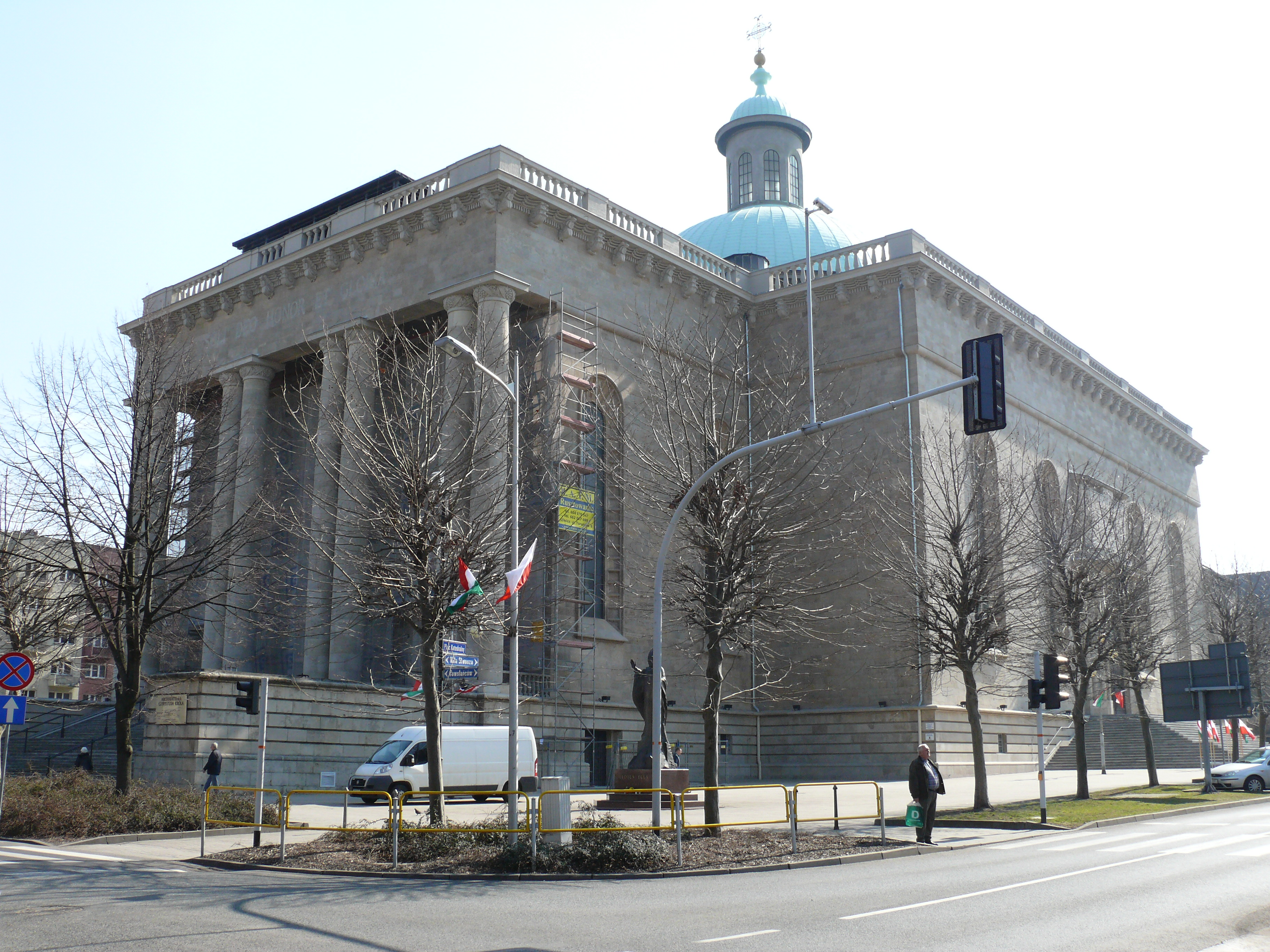
Hauptfassade mit Westseite

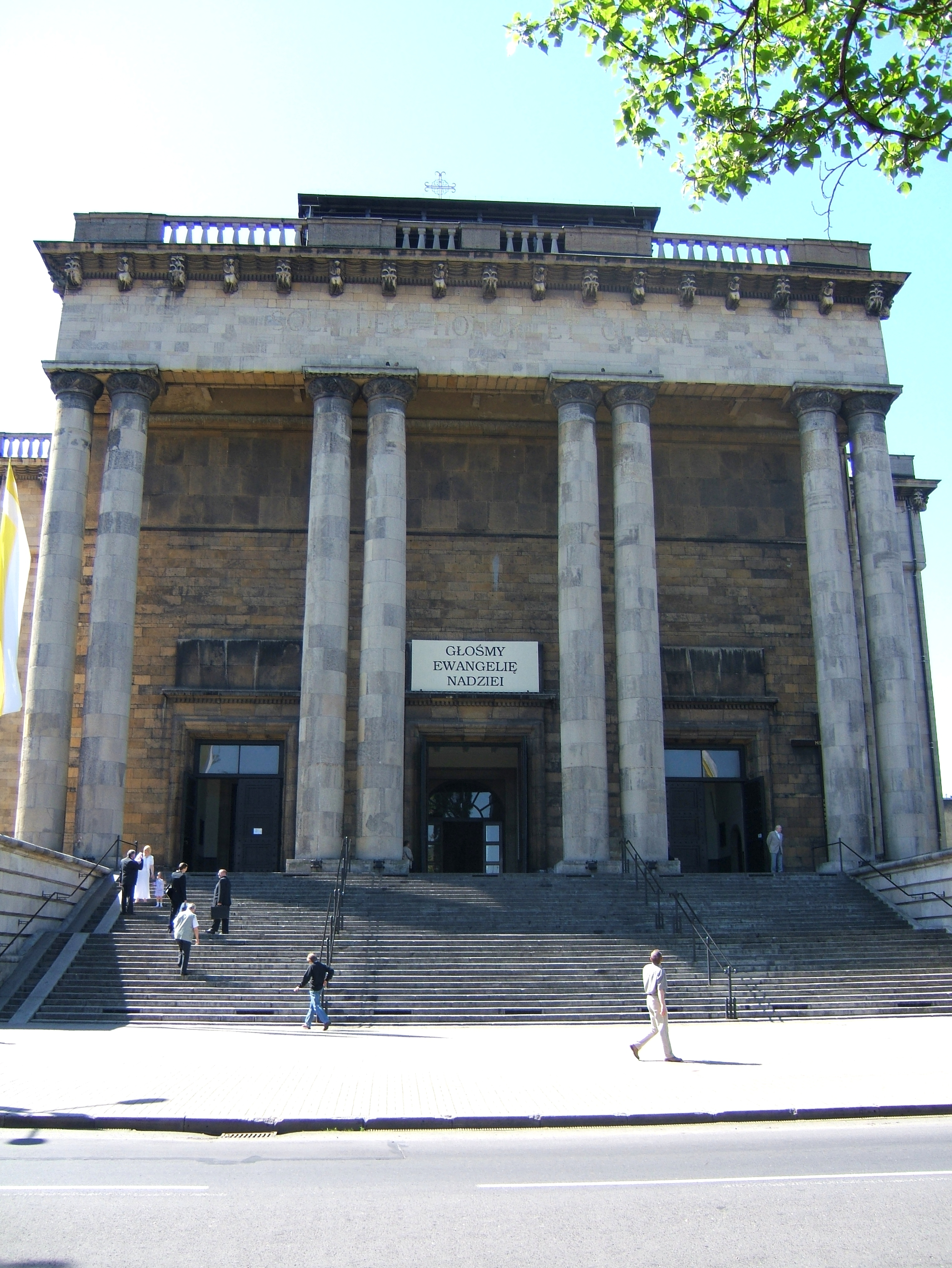
Die Hauptfassade; der Aufbau mit dem Glockenstuhl ist über der Trauf-Balustrade erkennbar

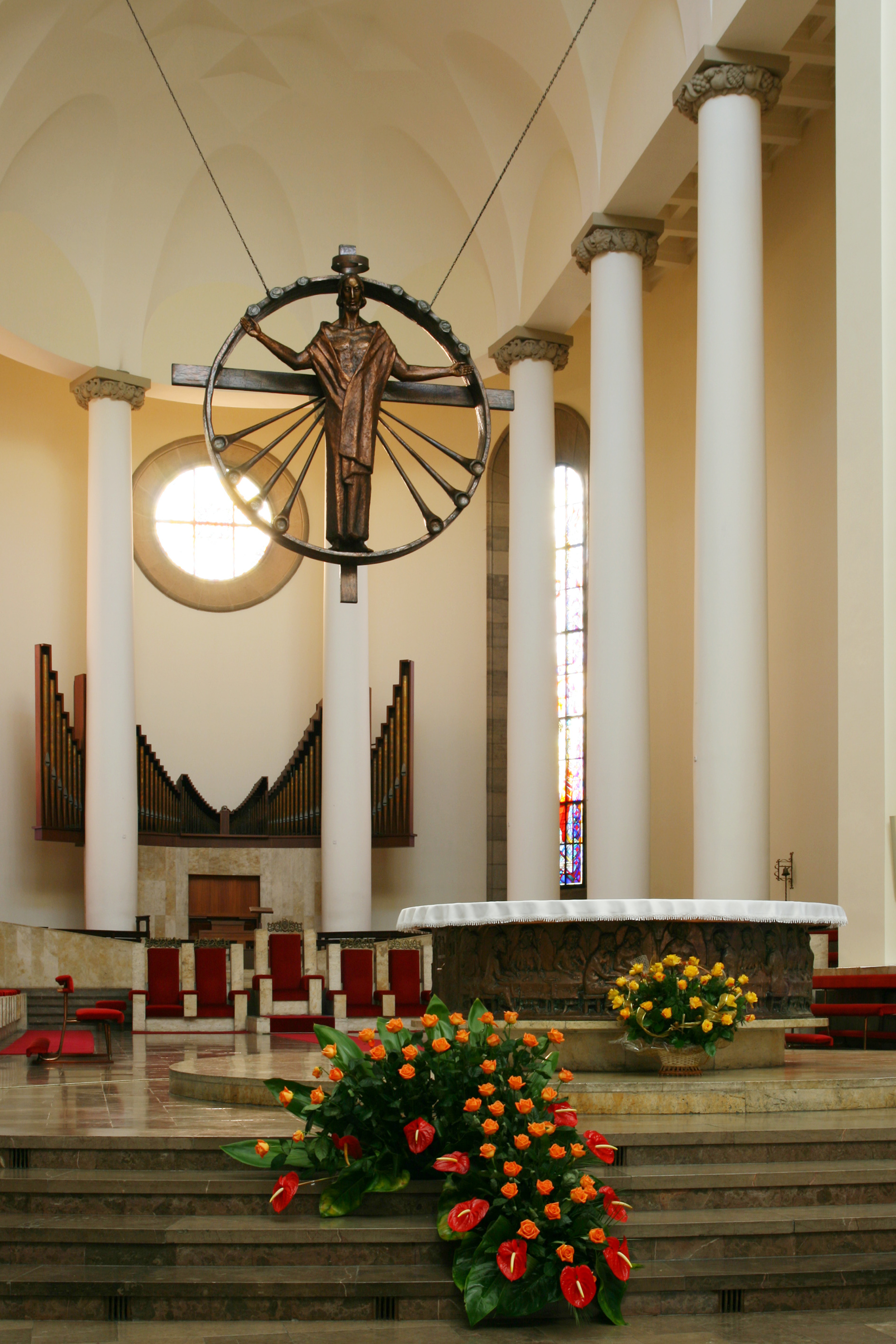
Altarraum

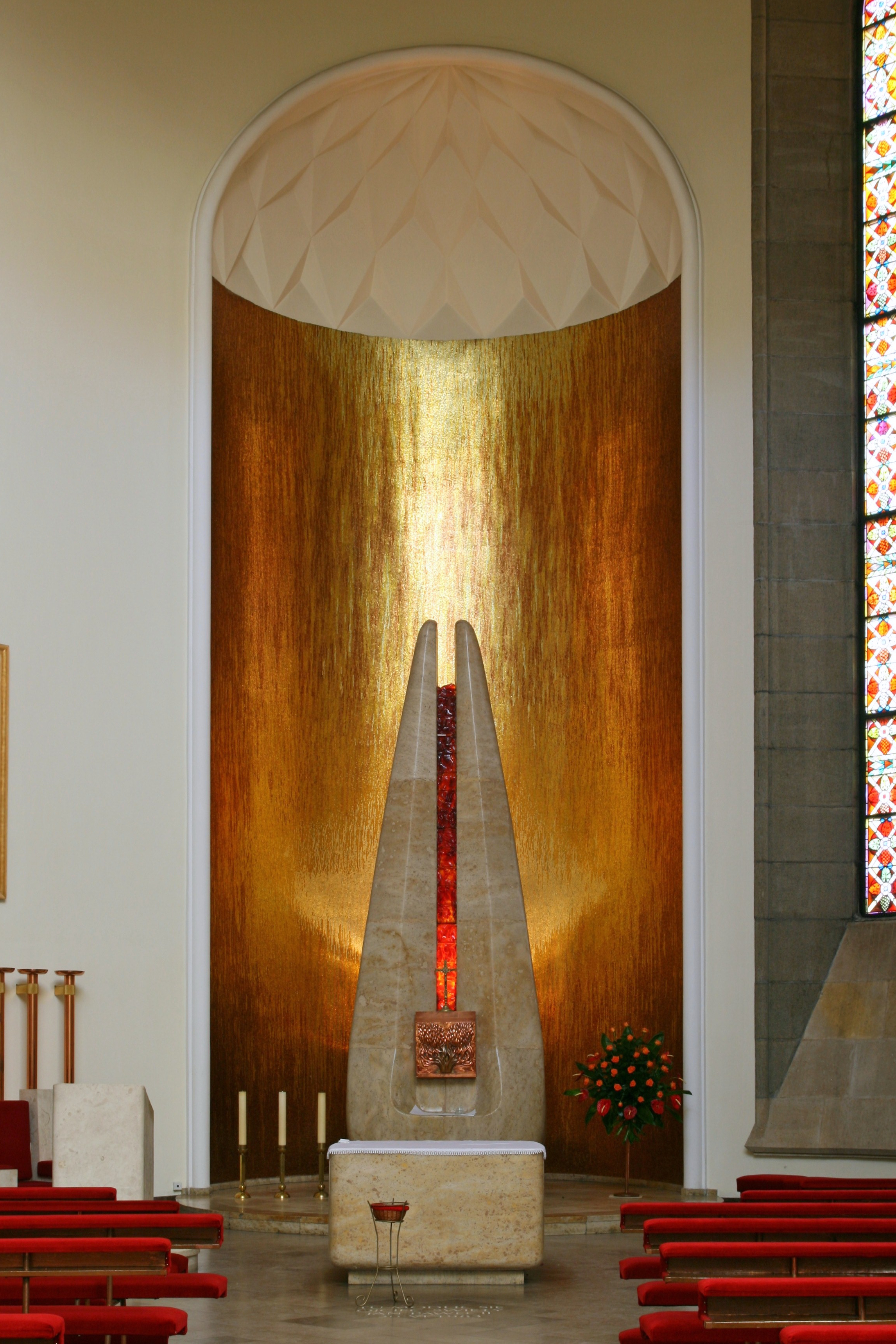
Sakramentskapelle mit dem von Kardinal Ratzinger gestifteten Mosaik

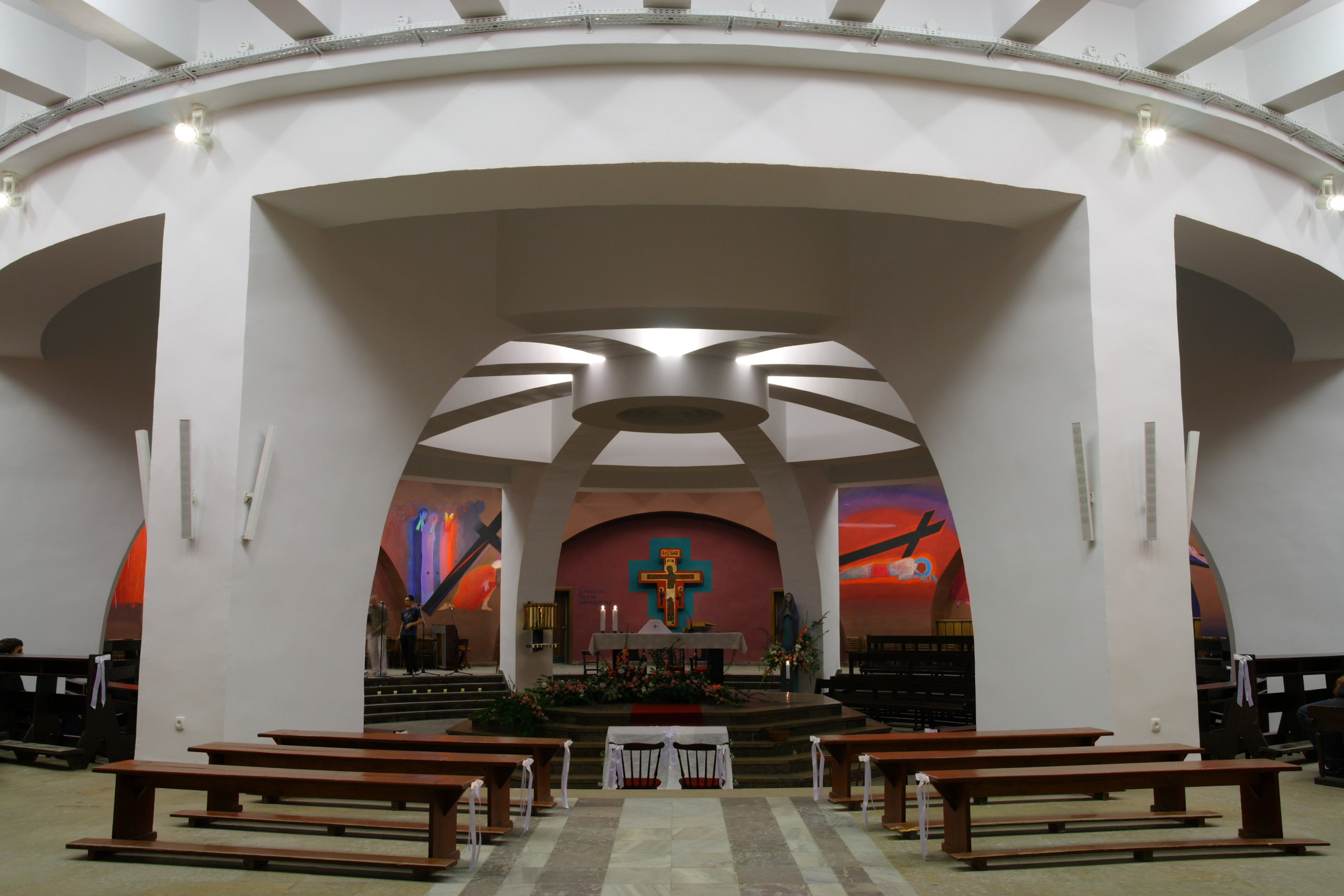
Krypta

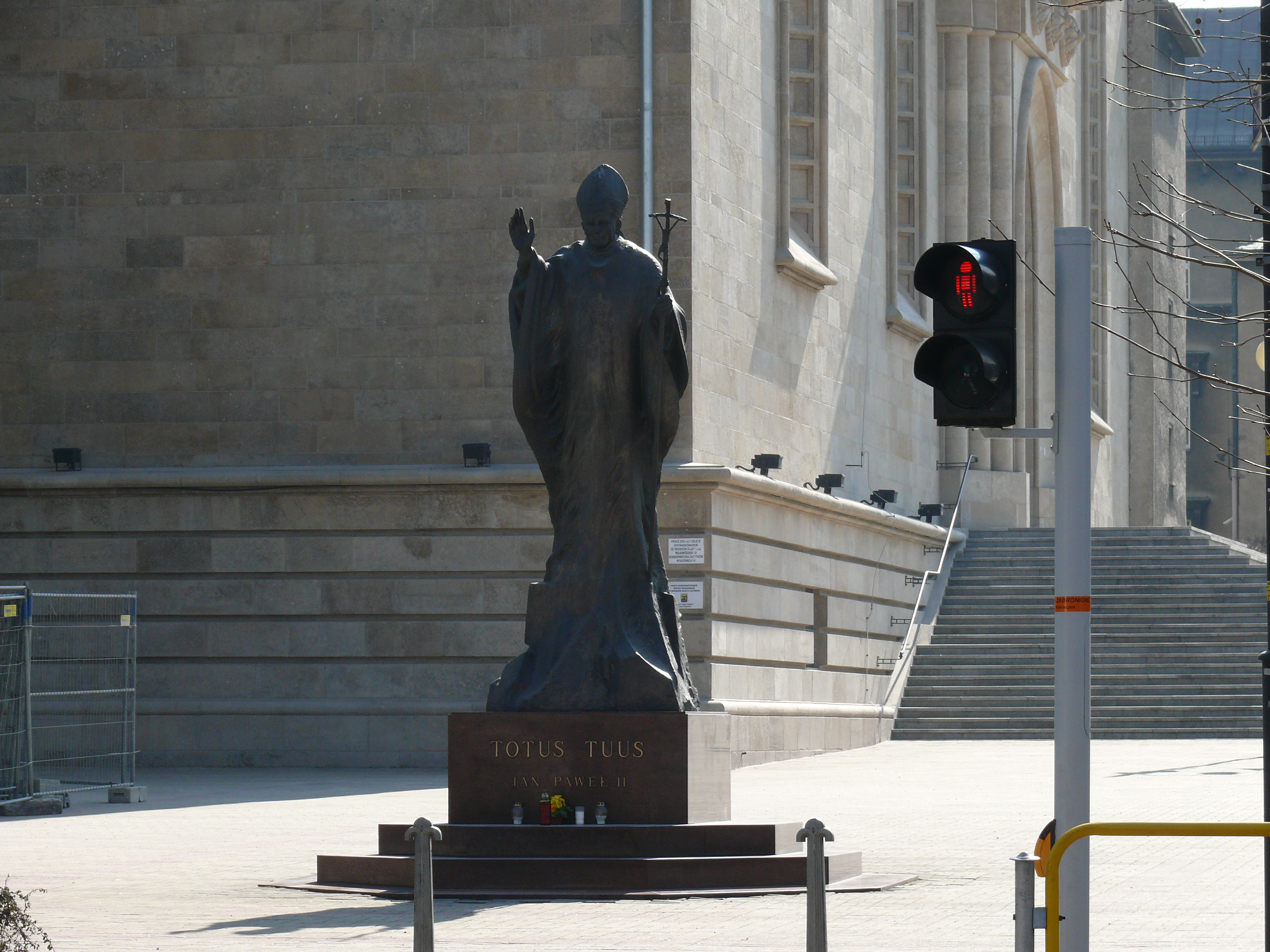
Statue zu Ehren von Papst Johannes Paul II, die nach seinem Tod vor dem Gotteshaus aufgestellt wurde

Die Christkönigskathedrale (polnisch Archikatedra Chrystusa Króla) in Katowice ist der Dom des Erzbistums Katowice. Sie wurde von 1932 bis 1955 in Anlehnung an den Klassizismus errichtet und ist mit 101 m Länge und 50 m Breite eine der größten Kirchen und die größte Kathedrale Polens.

## Geschichte

### Vorgeschichte
Die Stadt Kattowitz war bis 1922 Teil der preußischen Provinz Schlesien bzw. Oberschlesien und dementsprechend dem Fürstbistum Breslau zugehörig. Als die Stadt an den neu gegründeten polnischen Staat fiel, konnte sie nicht mehr vom deutschen Bistum Breslau verwaltet werden. Deshalb wurde in die Stadt zunächst ein apostolischer Administrator gesandt. 1925 wurde das Bistum Katowice gegründet. Als Kathedrale diente fortan die Pfarrkirche St. Peter und Paul im Süden der Stadt. Aber schon ein Jahr vorher war ein Wettbewerb für die Gestaltung des neuen Doms ausgeschrieben worden, der jedoch keine zufriedenstellenden Ergebnisse brachte. Letztlich entschied man sich für den Entwurf Zygmunt Gawliks. Dem jungen Architekten wurde jedoch der Architekt Franciszek Mączyński zur Seite gestellt.
Das Modell der beiden Krakauer Architekten sah einen 89 m langen und 53 m breiten Kirchenbau vor. Der Entwurf bestach vor allem durch die Ausmaße der Kuppel, die mit 106 m bis zur Spitze, neben Tschenstochau, zum höchsten „Turm“ Polens werden sollte.

### Baubeginn
Bereits am 5. Mai 1927 wurde in Anwesenheit des Bischofs Arkadiusz Lisiecki mit dem Aushub der Fundamente begonnen. Grundsteinlegung und Baubeginn konnten jedoch erst am 4. September 1932 erfolgen. Nach zwei Jahren erreichten die Mauern bereits eine Höhe von 6 m. Gegen Anfang der 1930er Jahre wurde die südlich an die Kathedrale anschließende Kurie fertiggestellt. Noch vor dem Krieg wurde am 5. Mai 1938 der Chor fertiggestellt. Er wurde seitdem als Kirche der neu gegründeten Kuratie benutzt.

### Baustopp und Wiederaufnahme der Arbeiten
Mit Ausbruch des Zweiten Weltkriegs nahmen die Bautätigkeiten ein jähes Ende, da Ostoberschlesien von der Wehrmacht besetzt, die Gelder entzogen und Baumaterial nicht mehr zur Verfügung gestellt wurde. Nach dem Krieg wurden im Mai 1946 trotz der schweren Lage und des Geldmangels die Baumaßnahmen wiederaufgenommen. Nun wurden die Bauarbeiten durch die kommunistische Führung behindert: Die Pläne mussten verändert werden, so dass das Langhaus zwar verlängert werden, die Kuppel aber nur die heutige Höhe von 64 Metern erreichen durfte. Über einer kommunistischen Arbeiterstadt war ein die Silhouette beherrschender Kirchenbau unerwünscht. Wegen dieser Hindernisse und der siebenjährigen Baupause während des Krieges konnte der Bau erst am 30. Oktober 1955 (23 Jahre nach Baubeginn) vom Tschenstochauer Bischof Zdzisław Goliński feierlich geweiht werden.
Der neue Kirchenbau war eine der größten polnischen Kirchen. In der Folgezeit wurde die Ausstattung fertiggestellt und schließlich nach dem Zweiten Vatikanischen Konzil den neuen liturgischen Anforderungen angepasst. 1957 wurde der Dom auch Kirche einer eigenen Pfarrei.
Am 20. Juni 1983 betete Papst Johannes Paul II. in der Sakramentskapelle. Diese Kapelle, in der auch das Tabernakel steht, wurde später mit einem Mosaik aus goldfarbenen Steinchen versehen, das vom damaligen Kardinal Joseph Ratzinger, dem späteren Papst Benedikt XVI., der am 13. September 1980 ebenfalls die Kathedrale besucht hatte, gestiftet wurde. Das Mosaik besteht aus ungefähr einer Million Steinchen, die nur etwa einen halben Zentimeter groß sind, und ist eine der Hauptsehenswürdigkeiten im Innern der Kathedrale.
Am 25. März 1992 wurde das Bistum Katowice zum Erzbistum erhoben; die Christkönigskathedrale wurde somit Sitz eines Metropoliten (Erzbischof).

## Architektur
Im Gebiet um Katowice wird intensiver Steinkohlebergbau betrieben und der Untergrund ist von vielen Förderschächten durchzogen, was oft zu Gebäudeschäden durch Geländeabsenkungen führt. Deshalb erhielt die große Kathedrale eine selbsttragende Stahlbetonkonstruktion und im Bereich der Krypta wurden Stützpfeiler eingelassen, die für die große Kuppel vorgesehen waren.
Das Gebäude selbst ist ein Zentralbau auf quadratischem Grundriss, der von einer schlichten Kuppel (Pendentifkuppel mit niedrigem Tambour) mit Laterne bekrönt wird. Im Norden ist dem Hauptraum ein schmalerer Portalbereich vorgesetzt. Die Nordfassade mit dem Haupteingang nimmt eine große Freitreppe und eine Kolonnade nach einem Entwurf von Xawery Dunikowski ein. Der Chorabschluss im Süden ist halbkreisförmig.
Die Kathedrale wurde in Anlehnung an den Klassizismus errichtet, aber mit vielen modernen und Art-déco-Elementen versehen. Das Äußere erhielt eine schmucklose Sandsteinverkleidung und nur am Dachansatz wurde ein verziertes Gesims mit einer Balustrade angebracht. Weitere Verzierungen gibt es an den Fenstern, wo um die Fenster Rahmen mit rechteckigen Feldern eingelassen wurden. Über dieser befindet sich die eingemeißelte Inschrift SOLI DEO HONOR ET GLORIA – Allein Gott sei Ehre und Ruhm.
Der ursprüngliche, barocke Plan des Inneren wurde nach dem Krieg verworfen und durch eine sachlichere Gestaltung ersetzt. Das Zentrum des Innenraums wird von der Kuppel überwölbt. Daneben findet sich ein Umgang mit Kapellen, im Süden ist der Chor angeschlossen. Die Wände sind durchgehend weiß getüncht, nur die Steinelemente sind im unverputzten Zustand belassen.

## Glocken
Die fünf Glocken der Christkönigskathedrale sind in einem Glockenstuhl oberhalb der Hauptfassade aufgehängt. Sie wurden alle von Perner in Passau mit finanzieller Unterstützung der katholischen Kirche in Deutschland gegossen.
| Nr. | Name der Glocke       | Schlagton | Gewicht kg | Gussjahr | Gießerei        |
| --- | --------------------- | --------- | ---------- | -------- | --------------- |
| 1   | Jubileuszowy          | h0        | 3.050      | 2000     | Perner (Passau) |
| 3   | Chrystus Król         | d1        | 1.550      | 1983     | Perner (Passau) |
| 2   | Matka Boska Piekarska | fis1      | 841        | 1983     | Perner (Passau) |
| 4   | Michał Archanioł      | a1        | 473        | 1983     | Perner (Passau) |
| 5   | Św. Józef Robotnik    | h1        | 348        | 1983     | Perner (Passau) |

## Orgeln

### Große Orgel
Die große Orgel auf der Empore wurde 1980 vom österreichischen Orgelbauer Gregor Hradetzky aus Krems an der Donau erbaut, hat 43 Register, mechanische Spiel- und Registertraktur und folgende Disposition:
| I Positiv C–    |       |
| Holzgedackt     | 8′    |
| Quintadene      | 8′    |
| Principal       | 4′    |
| Rohrflöte       | 4′    |
| Blockflöte      | 2′    |
| Spitzquinte     | 1 ⁄3′ |
| Sesquialtera II |       |
| Scharf          | 1′    |
| Krummhorn       | 8′    |
|                 |       |
| Tremulant       |       |

| II Hauptwerk C–    |       |
| Pommer             | 16′   |
| Principal          | 8′    |
| Rohrflöte          | 8′    |
| Spitzgambe         | 8′    |
| Octave             | 4′    |
| Gedackt            | 4′    |
| Quinte             | 2 ⁄3′ |
| Octave             | 2′    |
| Mixtur             | 1 ⁄3′ |
| Trompete           | 16′   |
| Spanische Trompete | 8′    |

| III Schwellwerk C– |        |
| Bourdon            | 16′    |
| Violprincipal      | 8′     |
| Vox coelestis      | 8′     |
| Octave             | 4′     |
| Nachthorn          | 4′     |
| Nasat              | 2 ⁄3′  |
| Doublette          | 2′     |
| Terz               | 1 3⁄5′ |
| Cornet V (ab g)    | 8      |
| Plein jeu          | 1 3⁄5′ |
| Fagott             | 16′    |
| Trompette harm.    | 8′     |
| Clairon            | 4′     |
|                    |        |
| Tremulant          |        |

| Pedal C–   |         |
| Principal  | 16′     |
| Subbaß     | 16′     |
| Quintbaß   | 10 2⁄3′ |
| Flötenbaß  | 8′      |
| Octave     | 8′      |
| Choralbaß  | 4′      |
| Hintersatz | 2 ⁄3′   |
| Nachthorn  | 2′      |
| Posaune    | 16′     |
| Trompete   | 8′      |

- Koppeln: Pos/HW, SW/HW, Pos/Pedal, HW/Pedal, SW/Pedal.
- Spielhilfen:

### Kleine Orgel
Hinter dem Altar im Chorumgang befindet sich die kleine Orgel, die 1977 ebenfalls von Hradetzky erbaut wurde. Sie hat 17 Register.